# Бровалія
Бровалія (Browallia) — невеликий рід із семи видів квіткових рослин (переважно однорічних, хоча зрідка чагарників або ефемерофітів), що належать до родини пасльонових. Він названий на честь Йоганнеса Бровалліуса (1707—1755), також відомого як Джон Бровал, шведського ботаніка, лікаря і єпископа. Рід тісно пов'язаний з монотипним родом Streptosolen, поодинокий вид якого був опублікований спочатку під назвою Browallia jamesonii.
Види роду зустрічаються з півдня Аризони на півночі, на південь через Мексику, Центральну Америку та Антильські острови до Південної Америки, досягаючи півдня аж до Болівії.